# Шала
Шала е река в Северна Албания в югозападния район на Проклетия.
Извира от планината Проклетия, в близост до село Тет или Тети, което се намира до границата с Черна гора.
Влива се в язовир Коман, който е изграден на Дрин.
Каньонът и долината на реката са известни повече с името на селото Тет или Тети и са обявени за национален парк. През високопланинския проход Кафа (1710 m), направо срещу течението на реката, се преминава от долината на Шала към Гусине и горното Полимие в Черна гора. От село Тет или Тети вляво през прохода Тертерюс (1685 m) се отива в Малешия, а вдясно през прохода Валбона (1795 m) се излиза и слиза в красивата долина на река Валбона.